# شهرستان پرنتیس (میسیسیپی)
شهرستان پرنتیس، میسیسیپی (به انگلیسی: Prentiss County, Mississippi) یک سکونتگاه مسکونی در ایالات متحده آمریکا است که در ایالت میسیسیپی واقع شده‌است.